# کاسموس ۱۴۰۸
کاسموس ۱۴۰۸ (روسی: Космос-۱۴۰۸) یک ماهواره هوشمند سیگنال‌های الکترونیکی (ELINT) بود که توسط اتحاد جماهیر شوروی اداره می‌شد.
در ۱۶ سپتامبر ۱۹۸۲ به مدار نزدیک زمین پرتاب شد و جایگزین کاسموس ۱۳۷۸ شد. در ۱۵ نوامبر ۲۰۲۱ در یک آزمایش جنگ‌افزار ضدماهواره روسی منهدم شد و منجر به ایجاد زباله‌های فضایی در مدارهای بین ۳۰۰ تا ۱۱۰۰ کیلومتر (۱۹۰ تا ۶۸۰ مایل) شد که خطر برخورد احتمالی با ایستگاه فضایی بین‌المللی وجود داشت و به همین دلیل خدمه ایستگاه فضایی بین‌المللی (ISS) را مجبور کرد در کپسول‌های فرار خود پناه بگیرند.